# Kurt Metzner
Kurt Otto Friedrich Metzner (Halle (Saale), 6 maggio 1895 – Idar-Oberstein, 13 luglio 1962) è stato un giurista, editore, diplomatico e politico culturale tedesco.
Negli anni Trenta fu l'editore della Kant-Gesellschaft e, in particolare, della rivista Kant-Studien.

## Biografia
Kurt Metzner nacque il 6 maggio 1895 a Halle (Saale), dove dal 1904 frequentò la scuola Latina August Hermann Francke, di orientamento pietista. Dopo gli studi di filosofia, letteratura e scienze naturali, dal 1921 al 1926 seguì una formazione pratica presso la PAN Verlag R. Heise, con sede nel quartiere di Charlottenburg. 
Nel 1925, Metzner divenne comproprietario insieme a Rolf Heise. Tra i principali autori della casa editrice figurano Arthur Liebert, Emil Utitz e Rudolf Stammler. La casa editrice pubblicava principalmente scritti filosofici, tra cui i testi della Kant-Gesellschaft e i Quellenhandbücher der Philosophie.
Nel 1936, Metzner divenne un dipendente a tempo pieno della Reichsschrifttumskammer (Camera delle lettere del Recih), come capo del dipartimento Gruppe Schriftsteller (Gruppo di scrittori). Nel 1937 divenne membro del NSDAP. All'interno della Reichsschrifttumskammer, Metzner pubblicò la rivista Der deutsche Schriftsteller. Zeitschrift für die Schriftsteller in der Reichsschrifttumskammer.
In seguito, Metzner divenne anche membro dell'associazione di scrittori Reichswerk Buch und Volk. 
Metzner fu nominato consigliere ministeriale e dal 1943 lavorò nel dipartimento di politica culturale del Ministero degli Esteri.
Dopo la fine della Seconda guerra mondiale, Metzner fu inserito nell'elenco degli autori della zona di occupazione sovietica "la cui intera produzione deve essere definitivamente rimossa".

## Pubblicazioni
- Weltbrand, Drama, 1920
- Die geistige Struktur der politischen Parteien Europas, herausgegeben von Kurt Otto Metzner, Pan-Verlagsgesellschaft, Berlin, 1931
- Philosophie am Scheideweg. Ein Beitrag zur Neugestaltung der Kant-Gesellschaft beim Erscheinen des vierzigsten Bandes der Kant-Studien. In: Deutsche Wissenschaft, Erziehung und Volksbildung, 1. 1935
- Geordnete Buchbesprechung, Handbuch zur Neugestaltung des Buchbesprechungswesens für Presse und Verlag, Börsenverein der deutschen Buchhändler, Leipzig, 1935
- Sinn und Unsinn der Buchbesprechung
- Von Rechts wegen: eine Friedrich-Erzählung, Verlag Holle & Co., Berlin 1936

### Come redattore o co-redattore
- Immanuel Kant, 1923
- Kritizismus, 1925
- Eckermann, Gespräche mit Goethe
- Michael Kohlhaas von Heinrich v. Kleist
- Kürschners Deutscher Literatur-Kalender: 1939, von Gerhard Lüdtke und Kurt Metzner, Verlag de Gruyter, Berlin, Leipzig, 1939
- Der deutsche Schriftleiter